# Giovanni Virginio Schiaparelli
Giovanni Virginio Schiaparelli, italijanski astronom in zgodovinar znanosti, * 4. marec 1835, Savigliano, Piemont, Italija, † 4. julij 1910, Milano, Italija.

## Življenje in delo
Schiaparelli je študiral na Univerzi v Torinu. Po diplomi je leta 1854 študiral pri Enckeju v Berlinu in med letoma 1859 in 1860 pri von Struveju v Pulkovem. Od leta 1860 (1862) do upokojitve leta 1900 je bil predstojnik Observatorija Brera v Milanu.
V glavnem se je zanimal za Osončje. Leta 1861 je odkril asteroid 69 Hesperija (69 Hesperia). Raziskoval je tire kometov, planetov in njihovih satelitov. Leta 1862 je ugotovil, da je tir Perzeidov enak tiru Cometa III. Leta 1866 je tako kot Adams za Leonide dokončno dokazal zvezo med tiri kometov in tiri rojev meteorjev. Istega leta je dokazal še enakost tira Leonidov s tirom Cometa – Kometa Tempel-Tuttle.
V letu 1877 je bil Mars v prisončju, najbližje Soncu, in v opoziciji, najbližje Zemlji, v idealni legi za opazovanje. V takih ugodnih opozicijah, ki se vrste približo na 15 let, sta planeta oddaljena le 56×109 m. Takrat so vsi obrnili daljnoglede proti Marsu. Astronomi so poskušali izboljšati karto Marsove površine, ki jo je malo prej leta 1867 izdelal Proctor. Schiaparelli je preprečil morebitne spore, s tem da je v Proctorjevih oznakah značilnosti na Marsovi površini zamenjal imena astronomov s splošnejšimi imeni, ki jih uporabljamo še danes. Pozorno je opazoval rdeči planet. Z mikrometrom je točno meril in točno risal, kar je videl. Ob tej opoziciji je Hall odkril oba Marsova satelita. Schiaparelli pa je bil še bolj vztrajen. Svoje raziskave je nadaljeval ob naslednjih manj ugodnih opozicijah in do leta 1881 narisal karto Marsa. Bil je prepričan, da so med značilnostmi, ki jih je opazil, tudi ravne črte, ki sestavljajo zapleten vzorec. Te črte je imenoval canali, kar pomeni ožine. Italijansko besedo so napačno prevedli v prekope, kanale. Oznaka prekopi in sumnljiva ravnost teh oblik so namigovali na možmost, da gre za umetne tvorbe. To je povzročilo pravo razburjenje. Večina astronomov ni mogla videti prekopov, on pa je vztrajal pri svojem. Raziskave Marsa so v resnici napravile velik vtis na ljudi, predvsem zaradi namišljenih prekopov. Ugibanja o inteligentnem življenju na Marsu so se pojavila v poljudnih časopisih. Tudi astronomi so sodelovali pri tem. Med njimi sta bila Flammarion in Lowell, ki je šel še dlje kot Schiaparelli.
V 1880-ih je Schiaparelli prvi poskusil narisati karto Merkurjeve površine. Merkur je opazoval v dnevni svetlobi, ko je bil visoko nad obzorjem. Tudi na njem je opazil več temnih senc in svetlih lis. Te Merkurjeve zabrisane črte pa niso bile tako ravne in tanke kot Marsove in tudi niso povzročile senzacijo. Njegove risbe so bile še zelo netočne. V 1890-ih je z opazovanjem teh črt dokazal, da je čas vrtenja Merkurja okrog svoje osi enak njegovi obhodni dobi in, da je vedno z isto stranjo obrnjen proti Soncu. Leta 1966 pa se je pokazalo, da je svoje trditve narobe tolmačil. Merkurjev dan je dolg le 2/3 Merkurjevega leta. Opazoval je tudi dvojne zvezde. Zaradi naraščajoče slepote je šel v pokoj. Prenehal se je ukvarjati z nesporazumi okoli Marsa in je tiho izdelal nekaj odličnih razprav o začetkih astronomije, predvsem v Babilonu. Med prvimi je spoznal, da Evdoksove in Kalipove istosrediščne sfere niso materialna telesa, ampak le del algoritma, podobnega sodobnim za Fourierove vrste.

## Priznanja

### Nagrade
Kraljeva astronomska družba (RAS) mu je leta 1872 podelila zlato medaljo, leta 1902 pa je prejel medaljo Bruceove.

### Poimenovanja
Po njem se imenujeta udarna kraterja na Luni (Schiaparelli) in Marsu (Schiaparelli) ter asteroid zunanjega glavnega pasu 4062 Schiaparelli.